# Саут-Бетлегем (Пенсільванія)
Саут-Бетлегем (англ. South Bethlehem) — місто (англ. borough) в США, в окрузі Армстронг штату Пенсільванія. Населення — 489 осіб (2020).

## Географія
Саут-Бетлегем розташований за координатами 40°59′57″ пн. ш. 79°20′22″ зх. д. / 40.99917° пн. ш. 79.33944° зх. д. (40.999158, -79.339540).  За даними Бюро перепису населення США в 2010 році місто мало площу 0,39 км², уся площа — суходіл.

## Демографія
Згідно з переписом 2010 року, у селищі мешкала 481 особа в 206 домогосподарствах у складі 130 родин. Густота населення становила 1221 особа/км².  Було 218 помешкань (553/км²).
Расовий склад населення:
| - 96,9 % — білих - 1,2 % — азіатів - 0,4 % — чорних або афроамериканців |

До двох чи більше рас належало 1,5 %. Частка іспаномовних становила 0,4 % від усіх жителів.
За віковим діапазоном населення розподілялося таким чином: 24,3 % — особи молодші 18 років, 53,5 % — особи у віці 18—64 років, 22,2 % — особи у віці 65 років та старші. Медіана віку мешканця становила 39,3 року. На 100 осіб жіночої статі у селищі припадало 85,0 чоловіків;  на 100 жінок у віці від 18 років та старших — 81,1 чоловіків також старших 18 років.
Середній дохід на одне домашнє господарство  становив 58 494 долари США (медіана — 48 542), а середній дохід на одну сім'ю — 64 090 доларів (медіана — 60 893). Медіана доходів становила 42 143 долари для чоловіків та 27 083 долари для жінок. За межею бідності перебувало 13,2 % осіб, у тому числі 19,3 % дітей у віці до 18 років та 10,5 % осіб у віці 65 років та старших.
Цивільне працевлаштоване населення становило 194 особи. Основні галузі зайнятості: освіта, охорона здоров'я та соціальна допомога — 30,4 %, виробництво — 12,9 %, транспорт — 12,4 %.